# Mediterranismus

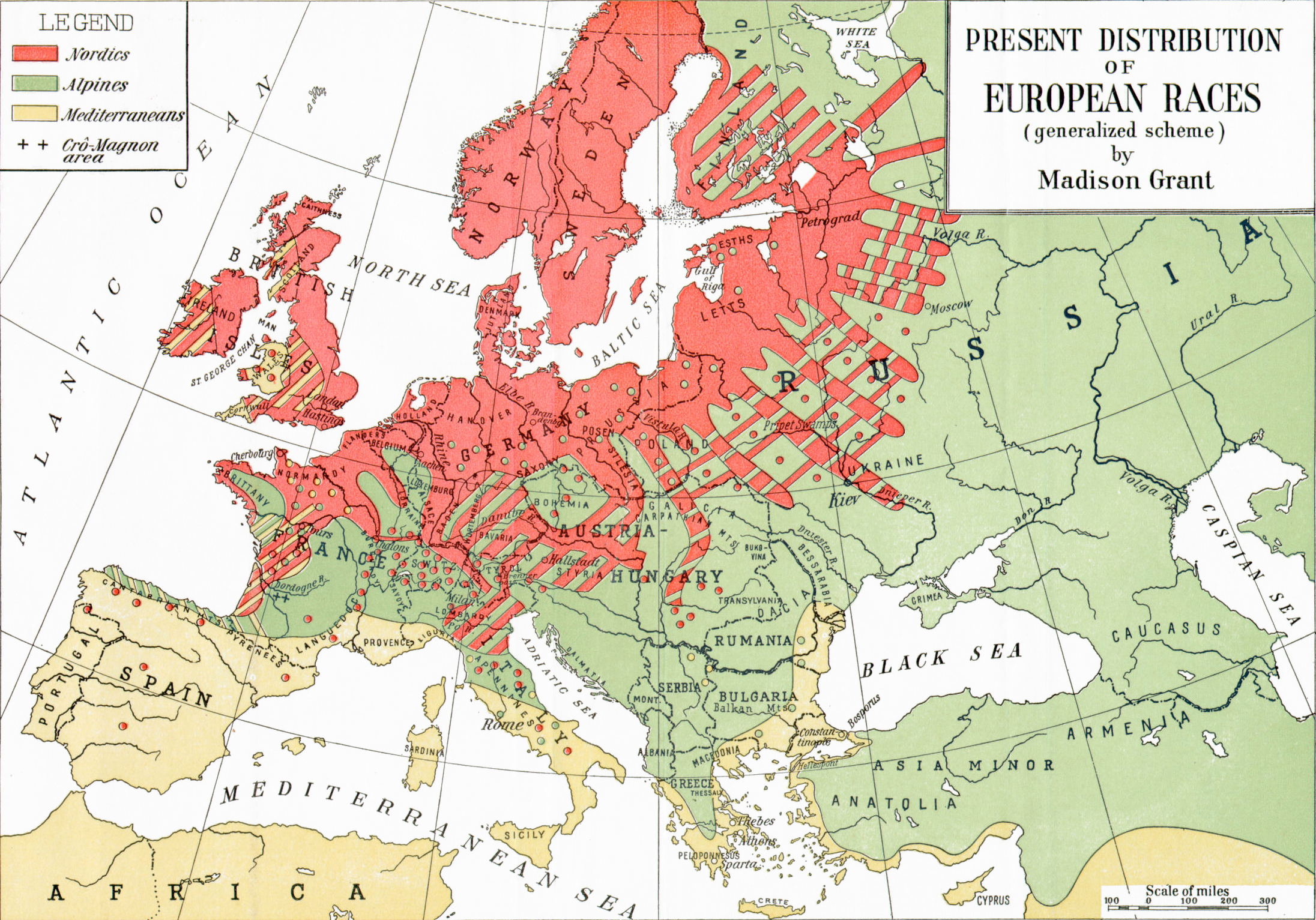
Laut dem pseudowissenschaftlichen Buch The Passing of the Great Race (1916) von Madison Grant würden die in Gelb eingezeichneten Gebiete von der "mediterranen Rasse" bewohnt

Der Mediterranismus (Italienisch: Mediterraneismo) ist eine Ideologie, die behauptet, dass die mediterranen Kulturen bestimmte Merkmale gemeinsam haben und dass es deshalb einen gemeinsamen mediterranen Kulturraum oder auch eine gemeinsame "mediterrane Rasse" geben müsse.
Der italienische Anthropologe Giuseppe Sergi (1841–1936) bezeichnete diese mediterrane Rasse als „die größte Rasse“. Er definierte sie als „die schönste brünette Rasse, die in Nordafrika aufgetaucht ist... die weder von den schwarzen noch von den weißen Völkern abstammt, sondern einen eigenständigen Stamm in der menschlichen Familie darstellt“. Er brachte diese mediterrane Rasse mit den Kulturleistungen der Ägypter, Griechen und Römer in Verbindung und sah diese als Kulturbringer für die barbarischen germanischen Stämme Nordeuropa, die er für die Dunklen Jahrhunderte verantwortlich machte, die auf den Fall Roms folgten. Der Mediterranismus wurde in der Frühphase des italienischen Faschismus vom Staat gefördert. Dabei wurde die Gemeinsamkeit mit anderen Völkern im Mittelmeerraum betont und eine Distanzierung von den in Nordamerika und Nordeuropa verbreiteten Theorien einer nordischen bzw. arischen Rasse betrieben, die angeblich den mediterranen Völkern überlegen sei. Im Gegensatz zum deutschen Nationalsozialismus legte der Mediterranismus auch stärker den Schwerpunkt auf Kultur gegenüber dem Rassen- oder Volksgedanken. In einer Rede, die er 1934 in Bari hielt, bekräftigte Benito Mussolini seine Haltung gegenüber dem nordischen Überlegenheitsanspruch: "Dreißig Jahrhunderte Geschichte erlauben uns, mit größtem Mitleid auf bestimmte Lehren zu blicken, die jenseits der Alpen von den Nachkommen derer gepredigt werden, die Analphabeten waren, als Rom Cäsar, Vergil und Augustus hatte". Mussolini weigerte sich auch anfangs gegen Juden zu diskriminieren, die er als Teil der mediterranen Völker ansah. Koloniale Ansprüche z. B. in Nordafrika wurden mit dem Mediterranismus legitimiert, wobei Mussolini versuchte ein neues Römisches Reich im Mittelmeer aufzubauen. Auch in Frankreich wurde z. B. die Kolonisierung Algeriens auf ähnliche Art legitimiert.
Ursprünglich waren die naziähnlichen nordischen Rassentheorien nur bei einer kleinen Anzahl von italienischen Faschisten zu finden, meist Germanophile oder Antisemiten und hatten ihre Hochburg in Norditalien. Der NS-Rasseglauben stand im Widerspruch zu den Theorien des italienischen Faschismus über die Größe der Mittelmeervölker. Durch die Annäherung an Hitlerdeutschland änderte sich dies jedoch. 1938, als das Bündnis zwischen dem faschistischen Italien und Nazideutschland immer stärker wurde und die Politik und Theorien der Nazis das italienische faschistische Denken zunehmend beeinflussten, begannen viele italienische Faschisten, sich eine neue Form des Mediterranismus zu eigen zu machen, welches arische Rassentheorien aus Deutschland mit alten Ideen kombinierte. Diese neue Ideologie sah die Italiener nun als Teil einer gemeinsamen weißen und arischen Rasse an. So stritt der faschistische Theoretiker Julius Evola eine Verbindung zwischen Italienern und Nordafrikanern ab und postulierte stattdessen eine "spirituelle" Einheit mit den Nordeuropäern. Kurz vor dem Abschluss des Stahlpakt wurden 1938 die Italienischen Rassengesetze eingeführt, welche gegen die Juden diskriminierten und das Manifest der rassistischen Wissenschaftler übernahm Konzepte aus Deutschland. Das biologische Rassendenken wurde allerdings im italienischen Faschismus nie so stark wie in Deutschland. Die Hinwendung zu NS-Rassentheorien war eher als Zugeständnis gegenüber Hitler anzusehen, welches vielfach nicht auf wahren Überzeugungen beruhte.
Mit dem Untergang des Faschismus und dem Niedergang des europäischen Kolonialismus war der alte Mediterranismus diskreditiert. In der Nachkriegszeit wurde der Begriff vor allem kulturanthropologisch benutzt, oder auch im Rahmen von politischen und wirtschaftlichen Integrationsprojekten wie der Union für den Mittelmeerraum.